# Les Funérailles des roses
Pour plus de détails, voir Fiche technique et Distribution.
Les Funérailles des roses (薔薇の葬列, Bara no sōretsu) est un film japonais par Toshio Matsumoto sorti en 1969.
Il s'inscrit dans la Nouvelle Vague japonaise.

## Synopsis
Le film suit les tribulations d'Eddie et de son groupe d'amis — gays, drag queens ou transgenres — à Tokyo, mais la narration n'est pas dans un premier temps l'élément principal du film.
Il s'agit d'une réinterprétation d'Œdipe roi. Le père d'Eddie a disparu lorsqu'elle était jeune, celui-ci lui manque. Eddie tue sa mère et l'amant de celle-ci. Gonda est propriétaire du club Le Genet et vendeur de drogue. Ayant une relation avec Leda, Gonda sort avec Eddie qui travaille dans le même bar. Leda tente de récupérer Gonda qui choisit finalement Eddie. Leda se suicide. Après l'enterrement de Leda, Gonda constate qu'il est le père d'Eddie, il se suicide et Eddie se crève les yeux.

## Fiche technique
- Titre français : Les Funérailles des roses[2]
- Titre original : 薔薇の葬列 (Bara no sōretsu?)
- Titre anglais : Funeral Parade of Roses
- Réalisation : Toshio Matsumoto
- Scénario : Toshio Matsumoto
- Photographie : Tatsuo Suzuki
- Montage : Toshie Iwasa
- Musique : Jōji Yuasa
- Direction artistique : Setsu Asakura
- Producteurs : Mitsuru Kudo et Keiko Machida
- Sociétés de production : ATG
- Pays d'origine :  Japon
- Langue originale : japonais
- Format : noir et blanc - 1,33:1 - format 35 mm - son mono
- Genre : drame ; documentaire ; film d'art et essai ; film expérimental
- Durée : 103 minutes[3]
- Dates de sortie :
  - Japon : 13 septembre 1969[3]
  - France : 20 février 2019 (pour la version restaurée 4K)[4]

## Distribution
- Pita (Peter) : Eddie
- Osamu Ogasawara : Leda
- Yoshio Tsuchiya : Gonda
- Emiko Azuma : la mère d'Eddie
- Toyosaburo Uchiyama : Guevera
- Don Madrid : Tony
- Kōichi Nakamura : Juju
- Chieko Kobayashi : Okei
- Shōtarō Akiyama : lui-même
- Kiyoshi Awazu : lui-même

## Le film
Le film est volontairement tourné en noir et blanc en 1969, alors que la couleur se popularise dans les années 50. Le film se positionne comme expérimental notamment par une citation de Jonas Mekas à la minute 41.
Le film joue avec l'effet de distanciation, typique du théâtre de Bertolt Brecht, en multipliant les ruptures afin de faire prendre de la distance au spectateur par rapport à l'œuvre perçue. Toshio Matsumoto insère par exemple du texte destiné au spectateur au beau milieu d'une scène d'amour dont on montre le tournage ou bien interview Pita, dont c'est le premier rôle, pour connaitre sa perception de son personnage. Il brouille en permanence, parfois avec humour, les frontières entre la réalité et la fiction.
La narration est non-linéaire, certaines scènes se répètent et trouvent leur justification par la suite. 
Certains aspects du film sont documentaires, des interviews réelles de travestis et d'usagers de drogues, des scènes de manifestations antigouvernementales, sont intégrées au récit. On pensera à  Les Hommes le dimanche, premier film de Robert Siodmak, pour le mélange de documentaire et de fiction. 
Sans pour autant donner de justification, il est affirmé que le film aurait inspiré Orange mécanique de Stanley Kubrick tourné en 1971,, peut-être en raison de l'usage de la distorsion de la musique et des accélérés de l'image.
Le terme de Bara (薔薇) : rose était utilisé dans les années 1960 et 1970 pour désigner la communauté homosexuelle au Japon, comme le terme pansy aux États-Unis. Les roses artificielles étant les fleurs préférées de Leda donnant ainsi au titre une double signification.
Le film précédent de Matsumoto, For My Crushed Right Eye, contient des séquences reprises dans Les Funérailles des roses. 
Le film a été tourné à Tokyo.

## Édition vidéo
Le film sort en France pour la première fois le 16 octobre 2019, en DVD et en Blu-ray, édité par Carlotta. Le disque comprend une préface de Bertrand Mandico, et un décryptage du film par Pascal-Alex Vincent et Stéphane du Mesnildot.